# Olea capensis subsp. capensis
Sous-espèce
Classification phylogénétique
Olea capensis subsp. capensis est une sous-espèce de plantes à fleurs de l'espèce Olea capensis laquelle appartient à la famille des Oleaceae. On l'appelle le bois de fer noir. C'est le bois le plus lourd connu.
On trouve ces oliviers en Afrique australe, Afrique de l'Est, Afrique inter-tropicale du golfe de Guinée, Archipel des Comores (Grande Comores, Mohéli, Anjouan, Mayotte) et Madagascar.

## Description

### Spécimen type
Le type de la sous-espèce (subsp.) capensis a été décrit par Inez Clare Verdoorn avec les références suivantes : « Bothalia 6 : 582 (1956) & in Dyer et al., Fl. Southern Afr. 26 : 117 (1963) ; Palmer & Pitman, Trees Southern Afr. : 1827 (1972) ; Palgrave, Trees Southern Afr. : 759 (1977). »

### Appareil végétatif
- Port : ce sont des buissons ou de petits arbres, de 1 à 10 m de haut.
- Feuilles : elles sont très variables, habituellement elliptiques-oblongues à largement elliptiques, parfois lancéolées à étroitement lancéolées, ou un peu obovales à subcirculaires, (1,6 -)3,5 à 6,5( -11,5) cm de long, (0,6 -)1,5 à 2,5(- 5,5) cm de large, pétioles (2 -)3 à 10(- 13) mm de long, l'apex est aigu à largement obtus ou arrondi, parfois subacuminé, mucronulé. La nervure centrale est apparente sur toute la longueur de la feuille.

### Appareil reproducteur
La description est celle de l'espèce type O. capensis L., sauf pour le fruit.
- Fleurs : blanches ou crème et délicatement odorantes, petites et abondamment axillaires ou en inflorescences terminales, plante bisexuée, 3 à 15 cm de long.
- Fruit : ce sont des drupes ellipsoïdesà globuleuses, de 7 à 9 par 6 à 8 mm.

## Synonymes[3]
- Olea buxifolia Mill., Gard. Dict. ed. 8, Olea No. 5 (1768).
- O. capensis var. coriacea Aiton, Hort. Kew.  1 : 13 (1789). Type non tracé.
- O. capensis var. undulata Aiton, loc. Cit. (1789). Type non tracé.
- O. laurifolia Lam., Tab. Encycl. 1 : 29 (1791) & Encycl. 4 : 545 (1798). Cap de Bonne-Espérance.
- O. cassinifolia Salib., Prodr. : 13 (1796), nom illégit.
- O. undulata (Aiton) Jacq., Pl. Hort. Schoenbr. 1 : 1, t. 2 (1797) ; Hooker. Bot. Mag. 58 : t. 3089 (1831).
- O. macrocarpa C.H.Wright.
- O. hochstetteri Baker.
- O. capensis subsp. hochstetteri (Baker) Friis & P.S.Green.
- O. undulata var. planifolia E. Mey 1837.

## Utilisation
C'est un bois précieux.

## Distribution
Olea capensis subsp. capensis est un végétal à « distribution côtière ou près de la côte, tout au  long des parties sud des provinces du Cap ouest et est, à l’exception d’une discontinuité dans les districts de "Mossel Bay", Riversdale et Swellendam. Cela a été noté, dans le district de Clanwilliam, au nord-est de la Ville du Cap (Pillans 8716, fide Verdoorn 1956) mais je n’ai pas vu [P.S. Green] ces collections, pas plus que de Ceres. »

## Sources
Pour des articles plus généraux, voir Oleaceae, Olea et Olea capensis.